# Яневич, Александр Александрович
Александр Александрович Яневич (род. 6 апреля 1958) — советский и украинский археолог, специалист по каменному веку Причерноморья. Кандидат исторических наук, научный сотрудник Отдел археологии каменного века Института Археологии НАН Украины. Участник, а позднее руководитель ряда полевых экспедиций в Горном Крыму, в том числе международных. Автор большого количества публикаций.

## Биография
В 1976—1981 годах обучался и окончил Симферопольский государственный университет им. Фрунзе, исторический факультет, по специальности «история». В 1981—1986 годах — аспирант Института археологии АН Украины. Защитил в 1987 году диссертацию на тему «Поздний мезолит и неолит Крыма (Вопросы становления неолитической культуры)» на соискание ученой степени кандидата исторических наук по специальности «археология»; научный руководитель — д.и.н., профессор Д. Я. Телегин.

## Научная деятельность
Специализируется на первобытной археологии, позднем палеолите, мезолите и неолите Крыма и Юга Восточной Европы. Исследует культурно-технологические традиции древних групп населения, хронологию и периодизацию памятников, проблемы первобытной экономики. Впервые выделил Шпанскую археологическую культуру . Читал в качестве приглашенного профессора лекции по мезолиту и неолиту Крыма в Свободном университете Берлина (ФРГ) и по позднему палеолиту Украины в Токио метрополитен университете (Япония). Автор ряда статей по археологии в Энциклопедии истории Украины.
Участие в полевых экспедициях
- 1977—1980 годы — участие в Крымской палеолитической экспедиции ИА АН УССР на стоянках Заскальная V и VI.
- 1981 год — возглавлял мезолитического отряд Крымской палеолитической экспедиции ИА АН УССР на стоянке Вишенное I.
- 1983 год — участие в экспедиции ИА АН УССР «Славутич».
- 1984 год — возглавлял Крымскую мезолитическую экспедицию ИА АН УССР на стоянках Вишенное I, II и Домчит-Кая.
- 1987 год — возглавлял Крымскую мезолитическую экспедицию (раскопки стоянки Вишенное II и разведки в Горном Крыму).
- 1988 год — возглавлял южнокрымский мезолитический отряд (разведки и раскопки стоянки Шпан-Коба).
- 1989 год — возглавлял Крымскую мезолитическую экспедицию ИА АН УССР на стоянке Шпан-Коба.
- 1990 год — возглавлял Крымскую мезолитическую экспедицию ИА АН УССР на стоянке Буран-Кая III.
- 1993 год — возглавлял мезолитического экспедицию Крымского филиала НАНУ на стоянке Вишенное II.
- 1994 год — соруководитель Украино-французской экспедиции ИА НАНУ и Института палеонтологии человека , Париж на стоянке Буран-Кая III.
- 1995, 1997, 1998 год — возглавлял Крымскую позднего экспедицию ИА НАНУ на стоянке Буран-Кая III.
- 2001 год — соруководитель Украино-американской экспедиции ИА НАНУ и Southern Methodist University, Даллас на стоянке Буран-Кая III.
- 2005 год — проводил разведки на реке Биюк-Карасу в Восточном Крыму.
- 2005—2006 год — соруководитель Крымской позднепалеолитичной экспедиции ИА НАНУ на стоянке Грот Скалистый.
- 2006—2007 год — сотрудник Межиричьской Украины-французской экспедиции ИА НАНУ, Muséum national d’histoire naturelle и CNRS проекта ANR «Mamus».
- 2008 год — соруководитель Украино-японской экспедиции ИА НАНУ и Tokyo Metropolitan University на стоянке Буран-Кая IV.
- 2009—2013 год — соруководитель Украино-французской экспедиции ИА НАНУ и Muséum national d’histoire naturelle и CNRS на стоянках Буран-Кая III и IV[8].